# Ėl'dar Aleksandrovič Rjazanov
Ėl'dar Aleksandrovič Rjazanov (in russo Эльда́р Алекса́ндрович Ряза́нов?; Samara, 18 novembre 1927 – Mosca, 30 novembre 2015) è stato un regista, attore e poeta sovietico, dal 1991 russo, Artista del popolo dell'Unione Sovietica nel 1984.

## Filmografia parziale

### Regista
- Vesennie golosa (Весенние голоса), Co-regia di Sergej Gurov (1955)
- Karnaval'naja noč' (Карнавальная ночь) (1956)
- Devuška bez adresa (Девушка без адреса) (1957)
- Čelovek niotkuda (Человек ниоткуда) (1961)
- Gusarskaja ballada (Гусарская баллада) (1962)
- Dajte žalobnuju knigu (Дайте жалобную книгу) (1965)
- Beregis' avtomobilja (Берегись автомобиля) (1966)
- Zigzag udači (Зигзаг удачи) (1968)
- Stariki-razbojniki (Старики-разбойники) (1971)
- Una matta, matta, matta corsa in Russia (Невероятные приключения итальянцев в России) co-regia di Franco Prosperi (1974)
- Equivoci di una notte di capodanno (Ирония судьбы, или С лёгким паром!) (1975)
- Romanzo d'ufficio (Служебный роман) (1977)
- Garaž (Гараж) (1979)
- Vokzal dlja dvoich (Вокзал для двоих) (1982)
- Žestokij romans (Жестокий романс) (1984)
- Zabytaja melodija dlja flejty (Забытая мелодия для флейты) (1987)
- Dorogaja Elena Sergeevna (Дорогая Елена Сергеевна) (1988)
- Nebesa obetovannye (Небеса обетованные) (1991)
- Predskazanie (Предсказание) (1993)